# Taeniophyllum palawense
Taeniophyllum palawense är en orkidéart som beskrevs av Rudolf Schlechter. Taeniophyllum palawense ingår i släktet Taeniophyllum och familjen orkidéer. Inga underarter finns listade i Catalogue of Life.